# Distretto di Tufanbeyli
Il distretto di Tufanbeyli (in turco Tufanbeyli ilçesi) è uno dei distretti della provincia di Adana, in Turchia.